# أليكس (لاعب كرة قدم مواليد أغسطس 1990)
أليكس ميديروس هو لاعب كرة قدم برازيلي، ولد في 21 أغسطس 1990 في ساو غونسالو في البرازيل . لعب مع بوتافوغو ريغاتاس ونادي دبا الفجيرة ونادي جوينفيل ونادي خورفكان ونادي هاماربي لكرة القدم ونادي البطائح والنادي العربي الإماراتي و نادي الحمرية ونادي مصفوت ونادي التعاون.

## وصلات خارجية
- أليكس على موقع اتحاد السويد (السويدية)
- أليكس على موقع قاعدة بيانات كرة القدم.إي يو (الإنجليزية)
- أليكس على موقع Soccerway.com (الإنجليزية)
- أليكس على موقع عالم كرة القدم.نت (الإنجليزية)